# Sportåret 1853

## Händelser

### Boxning
- 18 april – Engelske mästaren Harry Broome besegrar Henry Orme i 31:a ronden vid Brandon och återtar titeln.[1]
- Augusti – En planerat match mellan Harry Broome tidigare mästaren William Perry blir inte av; Broome måste böta och William Perrys anspråk erkänns inte och Harry Broome blir engelsk mästare fram till 1856.[1]
- 12 oktober – Yankee Sullivan och John Morrissey gör upp om det amerikanska tungviktsmästerskapet i Boston Corners i New York, USA. Enligt rapporter blir John Morrissey "svårt misshandlad" men Yankee Sullivan lämnar ringen efter 37:e ronden. Domaren tilldelar segern till John Morrissey vinsten, som förblir amerikansk mästare till 1859.  Sullivan tillåts inte boxas igen och arresteras i San Francisco och får fängelse.[2]

### Cricket
- Okänt datum – Nottinghamshire CCC vinner County Championship.[3]

### Hästsport
- Grand National – Peter Simple vinner tävlingen för andra gången.

## Födda
- 23 mars – Donald Mann, som donerade Mann Cup i lacrosse
- 2 oktober – Vere St Leger Goold, irländsk tennisspelare